# 仁德南里
仁德南里，是台灣南部自清治時期至日治初期的一個行政區劃，其範圍即今台南市的仁德區中部偏南。
仁德南里北邊為仁德北里、歸仁南里，東邊為永豐里，南邊為崇德西里、崇仁里、文賢里，西邊為仁和里。

## 管轄街庄
仁德南里共轄2個庄：
- 今仁德區境內：田厝庄、上崙仔庄